# Ivan Vuković (političar)
Ivan Vuković (Podgorica, 17. septembar 1984) jeste crnogorski političar i univerzitetski profesor. Bio je gradonačelnik Podgorice od maja 2018. godine do aprila 2023. Bivši je prodekan za međunarodnu saradnju na Fakultetu političkih nauka u Podgorici, a radio je i kao predavač na američkom Univerzitetu Džordž Vašington. Nakon parlamentarnih izbora, održanih 11. juna 2023. godine, izabran je za poslanika u Skupštini Crne Gore.

## Biografija
U Podgorici je završio osnovnu školu i Gimnaziju "Slobodan Škerović".
Osnovne i specijalističke studije završava 2007. godine na Fakultetu političkih nauka Univerziteta Crne Gore, na studijskom programu Međunarodni odnosi i diplomatija, kao jedan od najboljih studenata sa prosekom 9,7.
Uoči referenduma 2006. godine, a tokom studija, bio je jedan od studentskih predstavnika u Pokretu za nezavisnost Crne Gore.
Nakon završenih specijalističkih studija (u periodu od 2006. do 2007. godine), završava pripravnički staž u Ministarstvu vanjskih poslova Crne Gore, nakon čega upisuje postdiplomske studije u Holandiji, na Univerzitetu Lajden (Leiden University).
Godine 2008. odbranio je master tezu: European Integration and Political Competition in Montenegro: The Determinants of Party Consensus.
Po povratku u Crnu Goru, u periodu od 2008-2014 bio je angažovan kao saradnik u nastavi na Fakultetu političkih nauka Univerziteta Crne Gore.
Tokom 2010. godine objavljivao je kolumne na temu spoljne politike za dnevni list “Pobjeda”.
Od septembra do novembra 2013. godine, sproveo je istraživanje za potrebe izrade doktorske teze na Univerzitetu Harvard, a u junu 2014. godine odbranio je doktorsku disertaciju na temu “Party Outcomes in Hybrid Regimes in the Western Balkans and Beyond, na Centralno-evropskom univerzitetu u Budimpešti.
U periodu od 2014-2015. bio je predavač na Fakultetu političkih nauka; u novembru 2015. godine izabran je u zvanje docenta i prodekana za međunarodne odnose na istoimenom fakultetu. Akademsku 2016-2017. godinu proveo je na Univerzitetu Džordž Vašington, kao prvi Fulbrajtov stipendista za post-doktorske studije iz Crne Gore. Tokom boravka u Americi, predavao je na pomenutom univerzitetu, na predmetu Politika u Centralnoj i Istočnoj Evropi (Politics in Central and Eastern Europe).
Od 12. aprila 2023. godine ponovo predaje na Fakultetu političkih nauka Univerzitet Crne Gore.
Tečno govori engleski i služi se francuskim jezikom.

## Politička karijera
Na političkoj sceni Crne Gore pojavljuje se 2018. godine kada je javno pružio podršku predsedničkom kandidatu Demokratske partije socijalista (DPS) Milu Đukanoviću.
Svoj politički put nastavlja i već u maju 2018. godine, kao nosilac koalicione liste “Za dobro građana Podgorice”, ostvaruje pobedu na lokalnim izborima u Podgorici.
U julu 2018. godine, tajnim glasanjem u Skupštini Glavnog grada, Vuković je izabran za gradonačelnika Glavnog grada. Od ukupnog broja odbornika (36), 35 je glasalo za Vukovića a jedan je listić bio nevažeći.
31. jula 2018. godine, u 34. godini života, poveren mu je četvorogodišnji mandat upravljanja Glavnim gradom Podgorica, kao četrdeset trećem gradonačelniku Podgorice.
Za vreme njegovog mandata, Podgorica je proglašena petim najzelenijim gradom Evrope.
Dobitnik je nagrade "Gradonačelnik - prijatelj Roma"  i Nagrade za mir “Mostar Peace Connection 2022” koja se dodeljuje zaslužnim pojedincima za njihov prepoznatljiv društveni angažmam, doprinos afirmaciji mira, suživota i promovisanju vrednosti multietničke demokratije.
Marta 2023. izjavio je Mi očekujemo da naša deca uče strane jezike i pripremaju se za digitalno doba, a ne da kleče po crkvama i manastirima, kao da smo u srednjem veku, što su određeni mediji protumačili kao vrijeđanje vjernika.
Vuković je marta 2025. deportovan iz Srbije i zabranjen mu je ulaz u zemlju na godinu dana jer prema zvaničnom saopštenju predstavlja bezbednosnu pretnju. Vuković je u izjavi datoj agentima BIA naveo da se u Beogradu nalazio zbog bolesti člana porodice.
Trenutne poslaničke funkcije: predsednik Odbora za evropske integracije, član Odbora za politički sistem, pravosuđe i upravu, član Parlamentarnog odbora Evropske unije i Crne Gore za stabilizaciju i pridruživanje (POSP) i  član Delegacije u PSF.